# 에르빈 롬멜
에르빈 요하네스 오이겐 롬멜(독일어: Erwin Johannes Eugen Rommel 에르빈 로멜[*], 1891년 11월 15일 ~ 1944년 10월 14일)은 제2차 세계 대전에서 활약한 가장 유명한 독일군 원수 중 한 명이다. 제1차 세계 대전 종전 후 사관학교 교직으로 지내다 나치당에 관심을 가지게 되어 가입하고, 아돌프 히틀러의 경호대장으로 임명되었다. 제2차 세계 대전 당시 기갑사단 지휘관으로 임명되어 1940년 프랑스 전선에서 전격전으로 아르덴 숲을 돌파하는 등 혁혁한 전공을 남겨 활약하였고, 1941년부터 북아프리카 전역에서 독일 아프리카 군단을 이끌어 능수능란하게 지휘하여 적과 아군 모두로부터 사막의 여우(The Desert Fox, 독일어: Wüstenfuchs)라는 별명으로 불렸다.
1942년 투브루크 전투에서 승리로 이끌어 원수계급으로 승진한다. 12월, 2차 엘 알라메인 전투에서 본국으로부터 물자보급지원조차 받지 못해 패배한 뒤에는 북아프리카에서 롬멜의 위용은 사라져간다. 1943년 독일로 귀환 후 이탈리아 전선에서 지휘하다가 후에 프랑스 서부전선으로 파견되어 영불해협의 방위를 맡았으나 1944년 6월 6일, 연합군의 막대한 물자와 병력을 바탕으로 전개한 노르망디 상륙작전을 저지하지 못했다.
1944년 7월의 히틀러 암살미수에 대한 책임을 물어, 그 해 10월 14일 자신의 집에서 500m 떨어진 곳에서 음독 자살했다.

## 생애와 유년 시절
에르빈 롬멜은 1891년 11월 15일에 뷔르템베르크주의 하이덴하임안데어브렌츠라는 작은 마을에서 3남 1녀 가운데 둘째 아들로 태어났다. 아버지는 교사였으며, 어머니는 '루츠 가문' 출신으로 모두 개신교 신도였다. 롬멜은 유년 시절을 평안하게 보냈다고 알려져 있다.
만 18살이 된 롬멜은 1910년 3월, 바인가르텐에서 '뷔르템베르크왕실 제6보병 연대 국왕 빌헬름 1세 제124 보병사단'에 사관후보생으로 지원한다. 롬멜은 원래 항공기에 관심이 많아 항공 기술자가 되고 싶었으나, 아버지의 반대로 그 길을 가지 못했다. 그는 부모의 뜻에 따라 장교가 되었다. 그의 남동생인 카를은 후에 치과의사가 되었고, 막내남동생인 게르하르트는 오페라 가수가 되었다. 그의 누나는 미술선생이 되었다.
1911년 3월, 단치히에 있는 군사학교를 다녔을 때 그는 어느 한 무도회에서 당시 17세이던 '루시에 마리아 몰린'(Lucie Maria Mollin)이라는 소녀를 만나게 되었다. 하지만 롬멜이 그해 11월에 복무를 위해 바인가르텐에 있는 군사학교로 돌아가면서 그는 루시에와 헤어졌다. 바인가르텐으로 돌아간 뒤 롬멜은 군사학교를 졸업했고, 훈련을 받은지 2달 후인 1912년에 소위로 임관하였다.
바인가르텐으로 돌아올 때, 그는 발부르가 슈테머(Walburga Stemmer)라는 당시 20세의 여인과 사랑에 빠졌다. 하지만 귀족출신이었던 그녀와 결혼하게 되면 엄청난 지참금이 들었기 때문에, 부모의 강력한 반대에 부딪히고 말았다. 결국 그들의 설득과 권유로 말미암아 롬멜은 군대에서 복무를 계속하였고, 롬멜과 슈테머와의 결혼은 연기되었다. 그러나 1914년 무렵 슈테머는 이미 임신 5개월 상태였고, 제1차 세계대전이 발발하면서 군인인 롬멜은 전선으로 나간다. 롬멜은 '만약 내가 전사할 경우, 이에 대비해 모든 혜택을 그녀(슈테머)와 자신의 딸 앞으로 해달라'고 그의 누나에게 부탁하였다.
끝내 롬멜은 슈테머와는 결혼을 하지 못했고, 1911년에 처음 만났던 옛 여인 루시에 마리아 몰린과 1916년에 결혼하게 된다. 그 충격으로 슈테머는 일찍 죽었으며, 슈테머와 롬멜의 딸은 롬멜과는 떨어져서 어머니가 양육하였다.
한편, 롬멜과 결혼한 루시에는 1928년에 아들 만프레트 로멜을 낳았다. 만프레트 로멜은 훗날 제2차 세계대전 전후, 슈투트가르트 시장을 수년 동안 지냈다.

## 제1차 세계대전

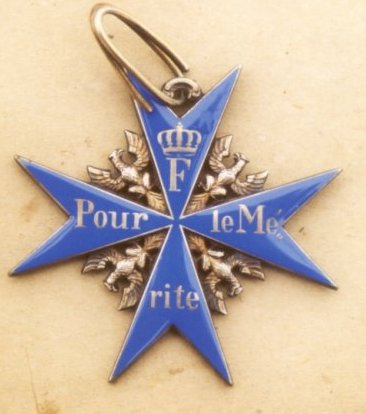
푸르 르 메리트 훈장.

제1차 세계대전이 발발하자, 롬멜은 1915년 프랑스 전선을 시작으로 루마니아, 이탈리아 전선 등지에서 싸웠다. 그는 부하들을 잘 통솔하는 리더십을 발휘했다.
롬멜은 이들 전선에서 여러 전투를 겪으면서 전략과 전술을 익혔고, 상황 변화에 따라 신속하게 대처하여 적들을 혼란에 빠뜨리는 능력을 발휘했다. 그는 두 번에 걸쳐 심한 부상을 당했고, 중위로 진급하면서 1급, 2급 철십자장을 수여받았다.
1917년에는 이탈리아 전선에서 불과 1개 중대병력을 이끌고 무려 9000명의 적군 포로로 잡는 등 눈부신 전공을 세웠고, 그해 10월, 이탈리아의 알프스 산맥에 위치한 마타주르 산 요새 습격에서 롬멜은 이탈리아 군을 무찌르고 승리를 거두며 큰 공을 세워 군인들에게 있어서 최고 권위의 훈장인 푸르 르 메리트 훈장(Pour le Mérite)을 수여받게 되었다. 이 훈장이 처음에는 다른 장교에게 수여되어 롬멜은 상부에 진정서를 제출한 이후에야 훈장을 받을 수 있었다.

## 종전 이후
제1차 세계 대전 종전을 맞았을 때 1918년 11월, 그 당시 롬멜의 계급은 대위였다. 그는 종전 이후에 그대로 군대에 남아 복무하였다. 제1차 세계대전이 끝난 이후 바이마르 공화국이 들어섰을 때 각종 사회주의계열의 노동자 파업이나 무장봉기 등이 일어났었다. 롬멜은 이들의 봉기를 진압하였고, 바이마르 정부를 사수하는데 일조하였다. 이후1920년 12월, 슈투트가르트 보병 연대의 참모가 되어 8년간을 그곳에서 보냈고, 1928년 12월에는 아들 만프레트를 얻었다. 1929년 9월, 드레스덴 보병학교 감독관으로 부임하여 사관후보생들을 가르쳤다.

### 히틀러를 만나다

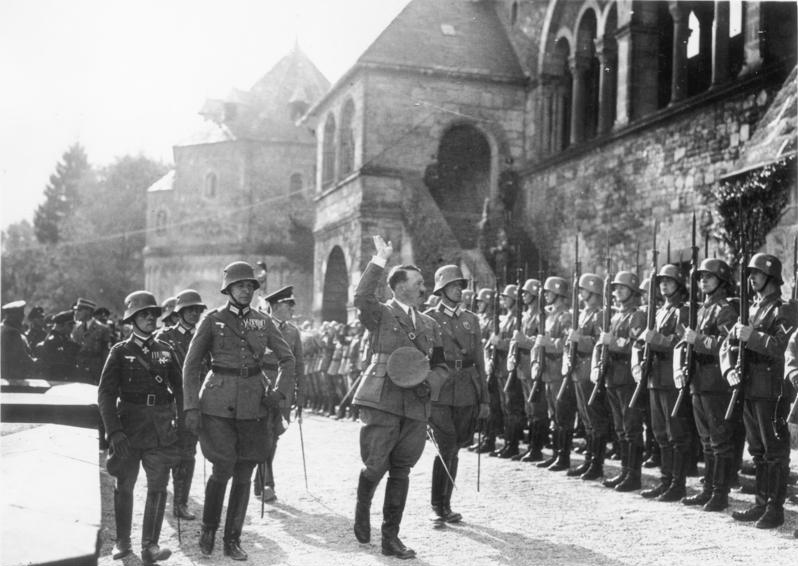
1934년 고슬라에서 히틀러 경호하는 롬멜.

1933년 1월 30일에 소령으로 진급한 롬멜은 수도 베를린에서 정권 교체를 주의깊게 관찰하면서, 나치스정당에 관심을 가지게 되었다. 1933년 10월, 롬멜은 고슬라로 전근을 가서 17보병연대 3대대 대대장으로 임명되었다. 그는 3대대 지휘관 임명식에서 행한 짧은 연설에서 '우리의 제국 총통이신 아돌프 히틀러의 특별한 능력'에 대해서 역설하였는데, 이는 히틀러에 대한 '특별한 추종'을 보여준 것이라기 보다는 당시 제1차 세계 대전 패전국이던 독일을 다시 부흥시키기 위해 '군대의 정비','군비 확장 정책'을 취한 히틀러에 호의적이었던 독일군 장교들의 전반적인 정서를 반영한 것이다.
1934년 7월, 고슬라에서 재임중이던 롬멜은 돌격대 참모장으로서 에른스트 룀 쿠테타 사건을 계기로 이후 히틀러에게 충성을 맹세했다. 이어 8월 2일 파울 폰 힌덴부르크 대통령이 사망하고, 히틀러는 '총통'직에 올랐다. 그리고 그해 9월에 히틀러는 직접 고슬라를 방문했다. 고슬라에서 근무하던 롬멜은 의장대를 세워 히틀러를 맞이했다. 1935년 3월에 그는 중령으로 진급하였다. 롬멜은 이후 각종 연설을 통해 히틀러에 대해 찬양하였으나 그는 나치스 정권이 지닌 부정적인 측면도 함께 알아갔다. 그 해 1월에 포츠담에 있는 군사학교 교사 자리를 약속받게 되어 10월 15일에 '전술 교사'가 되었다.
1937년에 대령으로 진급한 동시에 군사학교 교사로 재직하던 중 롬멜은 '보병전술록'이라는 책을 저술해 자신이 겪었던 제1차 세계대전에 대한 회고록을 출간하였다. 1938년, 3월에 오스트리아가 나치스 독일에 병합되었을 때, 롬멜은 빈 근처에 있는 비너노이슈타트라는 사관학교의 교장으로 임명되어 재임하게 되었다.
이어서 동시에 그해 2월 25일에는 상부로부터 특별한 임무를 부여받아, 히틀러 유겐트의 연락 장교로 임명되었다. 그러나 그는 히틀러 유겐트가 '나치스의 그저 그런 군대의 후진 양성 조직에 불과할뿐'이라는 것을 느끼면서 1938년 8월에 히틀러 유겐트의 연락 장교의 일을 그만두었다. 그 해 10월 1일에서 10월 9일까지 주데텐란트(Sudeten)주로 행진하는 동안 총통 지휘본부의 지휘권이 그에게 임명되었다. 롬멜은 이 업무를 마치고 난뒤 1939년 3월, 대략 2주간에 걸쳐서 체코슬로바키아로의 행진과 메멜점령에 다시 총사령관 지휘를 맡게 되었다. 이를 계기로 그는 히틀러와 개인적으로 가까워지게 되었다.
1939년 8월, 롬멜은 사상 처음으로 서열을 뛰어넘어 소장으로 진급하였고 총통 지휘본부에서 히틀러를 경호하는 경비대장으로 일하기 시작했다.

## 제2차 세계대전

### 1939년 폴란드 전선
1939년 9월 1일, 나치 독일이 폴란드를 침공하면서 제2차 세계대전이 발발했다. 롬멜은 1939년 9월 첫째주에 총통 행렬의 선두에서 장갑차를 타고 폴란드를 누비고 다녔다. 그는 히틀러의 보좌역할을 하는 경호대장이었기 때문에 16명의 장교와 274명의 군사들과 함께 수많은 군부대를 방문하는 히틀러의 신변을 보호하는 경호역할을 하였다.

### 1940년 서부전선

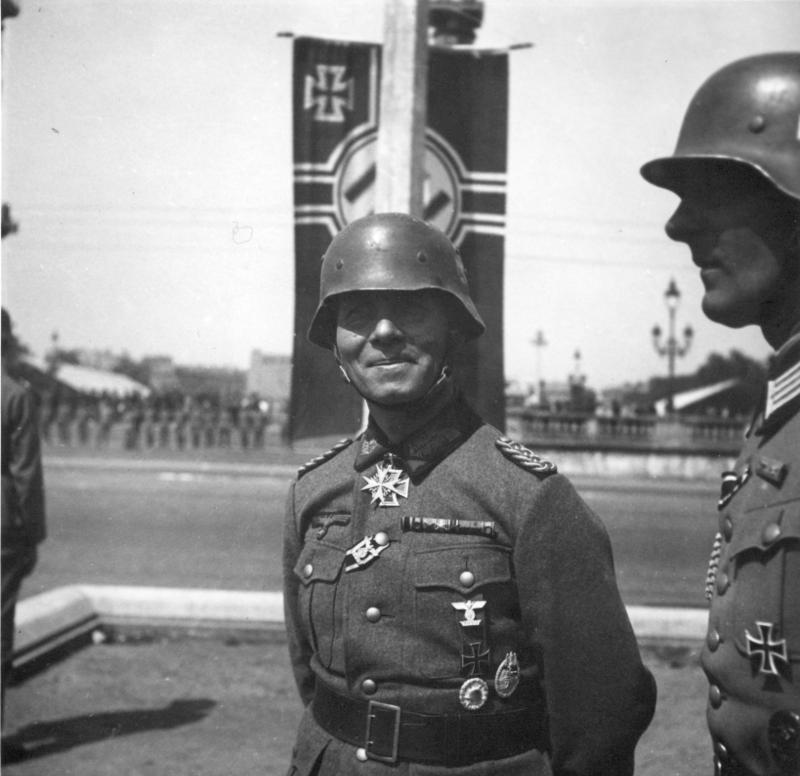
1940년 6월 20일, 프랑스파리시에서의 승리 퍼레이드때.

개전 20여일만에 독일의 승리로 폴란드는 무너졌고 그로부터 4달 후, 롬멜은 바트 고데스베르크의 제7기갑사단장으로 부임한다.
보병대 출신의 군인에게는 전차부대 지휘란 것은 낯설었지만, 이내 적응하여 전차의 유용성을 익히게 된다.
1940년 5월 10일, 롬멜은 제7기갑사단을 이끌고 프랑스 전선(서부전선)에 가담하게 된다. 그리고 3일 뒤에 부대를 선두 지휘하며 단숨에 뫼즈강을 건너 5월 16일에는 프랑스의 마지노 선에 도달하였다. 거기서 그의 상관이었던 제4군 사령관 귄터 폰 클루게(Hans Guenther von Kluge)상급대장이 롬멜에게 '절대 돌파하지 말것'이라 명령을 내렸지만, 롬멜은 이러한 명령에 기다릴수가 없었다. 그는 과거 제1차 세계대전때 전공을 세웠던 경험을 바탕으로 기습공격을 시도했다. 적군 프랑스 군대는 이러한 롬멜의 전차부대의 기습공격에 당황하였고, 그의 기습공격 작전은 성공하였다.
그는 부하들에게는 항상 예의 바르게 대했으며, 최일선에서 싸우는 말단병사의 경험과 고충에도 귀를 기울여 그것을 지휘,통솔에 반영하였다. 또한, 점령지의 주민들에게는 깎듯했으며, 특히 포로가 된 적들에 대해서는 최대한 예우를 갖추었다.
1940년 6월 22일 콩피에뉴 숲에서 프랑스와 독일간의 휴전 협정이 체결되어 독일이 프랑스 북부지역을 획득하였을때, 롬멜은 이러한 전공과 활약을 인정받아 철십자장을 수여받게 된다. 그리고 이어서 중장 계급으로 진급하였다. 중장으로 진급했을 당시 그의 나이는 48세였다.

### 1941년~1943년 북아프리카전선

#### 배경
1940년 6월 10일, 서부전선에서 독일의 공세로 성공에 힘입은 이탈리아는 영국과 프랑스등 연합군에 선전포고를 한다. 이탈리아는 1936년때 독일과 추축동맹을 맺어 동맹국 관계였다. 이탈리아의 참전은 이미 적기를 놓친데다가 공업화가 이루어지지 못한 상태에 전쟁준비도 미흡했었기에 커다란 전과가 없었다. 이탈리아의 무솔리니는 동맹국 독일과 손잡은 상태에서 1940년 9월 13일, 이탈리아군 사령관 로돌포 그라치아니가 이끄는 20만 명의 군사들이 영국령 이집트 국경을 넘어 공격하게 된다. 이는 독일과의 상의없이 독단적으로 일으킨 것이었다.
그러나 5일 동안 영국군과의 가벼운 전투 이후 단지 90km 밖에 전진하지 못한 채 본국으로부터 물자보급이 제대로 이루어지지 않게 되어 시디 바라니(Sidi Barrani)라는 곳에서 전진을 중단하게 된다. 한편, 후퇴하는 척하면서 커다란 손실없이 재정비를 완비한 영국군은 리처드 오코너의 지휘하에 대대적인 공세를 감행하여 이탈리아 원정군을 단숨에 궤멸, 단 8주 만에 이탈리아령 식민지였던 리비아의 수도 트리폴리 앞까지 단숨에 점령하게 된다. 이탈리아군은 약 13만 명가량이 영국군의 포로로 잡혔으며, 400대의 전차와 3,000자루의 총들이 압수되었다. 그리고, 남은 이탈리아 군대는 뿔뿔이 흩어져 식민지령 트리폴리로 도망쳤다.
그러던 중 1941년 2월 12일, 영국 수상 윈스턴 처칠은 북아프리카에 공격을 중지하고 아프리카의 영국 군대를 상당수 그리스의 전장으로 옮기도록 명령한다. 그때 당시 동시에 이탈리아는 또다시 독일과의 상의없이 알바니아지역을 통해 그리스 침공을 했었기 때문에 북아프리카에 있는 영국군은 대거 그리스 전선으로 이동, 더이상의 진격을 멈추었다.
한편, 북아프리카 전선과 그리스 전선에서 번번이 패퇴를 거듭하고, 이러한 위기상태에 빠진 이탈리아는 동맹국 독일에 지원요청을 한다. 이에 독일은 제15 기갑사단과 제21 기갑사단 등을 조직하고, 에르빈 롬멜을 지휘관으로 임명하여 북아프리카 전선으로 파견하게 된다. 롬멜은 북아프리카 전선 파견하기 6일 전이던 2월 6일, 독일의 총통 히틀러로부터 '북아프리카에서 영국군의 전진을 저지시키라.'는 명령을 받는다. 히틀러는 '이탈리아가 식민지령 리비아지역을 잃게 되면, 이탈리아 총리 베니토 무솔리니의 정치적 입지가 어려워져, 독일-이탈리아 축이 위협 당할 것이다.'라고 판단했다.

#### 1941년

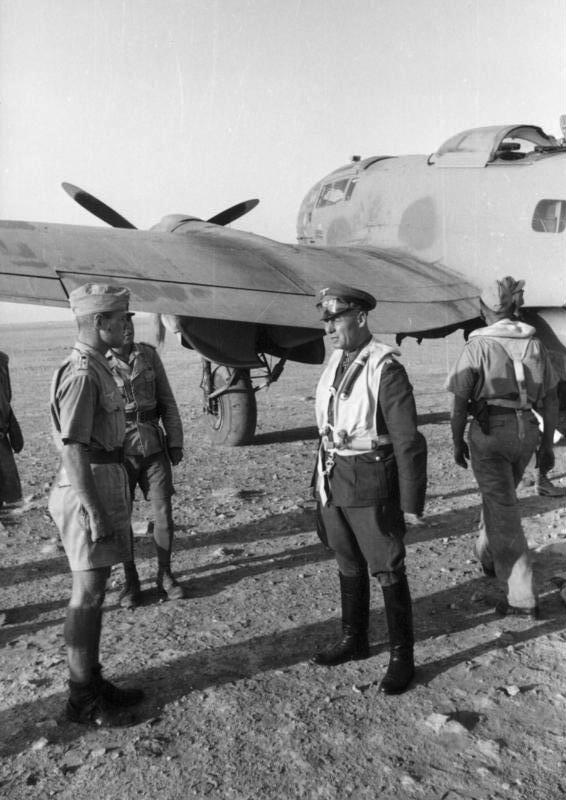
1941년 북아프리카 전선에서.

1941년 2월 12일, 영국군은 이탈리아령 트리폴리 등 제외한 이탈리아령 리비아에서 승리 직전에 북아프리카에서의 대대적인 공세를 중단하고 주축군대는 대거 그리스 전선으로 이동한다. 같은 날 롬멜의 아프리카 군단이 트리폴리 항구와 공항에서 최초로 아프리카 땅을 밟게 된다. 이는 롬멜이 북아프리카 전선에서 활약하게 될 '롬멜 신화'의 시작을 알리는 서막이었다.
리비아 트리폴리 항구에 독일 기갑부대가 도착했고, '아프리카 군단'이라는 정식명칭으로 조직하여 지휘관 롬멜이 이끌게 된다. 리비아로 파견된 롬멜과 아프리카 군단은 사열식을 끝내자마자 곧바로 대대적인 공세를 취하고자 하였다. 처음에 트리폴리를 향해 계속 후퇴하는 이탈리아 군대들을 저지해야만 했으며, 최전방 전선이었던 '시르테'라는 지역에서 방어태세로 전환해야 했다. 2월 16일 롬멜의 선두부대는 '시르테'지역에서 이탈리아 군대가 있는 북아프리카 최전선에 도달했다. 당시 롬멜과 상부와의 갈등이 있었는데, 롬멜은 곧바로 반격을 하기를 바랬지만, 상부에서는 이를 반대하고 그저 방어만 하기를 명령했었다. 3월 19일, 롬멜은 히틀러에게 상황을 보고하기 위해 독일로 향한다. 독일로 도착한 후 히틀러에게 '백엽기사 철십자 훈장'을 수여받게 되는데, 이는 1940년 프랑스 전선에서의 활약한 공을 높이 기리는 의미에서 수여받은 것이었다.

그리고 리비아로 다시 돌아온 롬멜는 3월 24일, 적군을 향해 '키레나이카'지역으로 돌진하고자 하였고, '공격이 최상의 방어이다.'라고 강조함에 따라 롬멜의 아프리카 군단은 사막의 요새 '엘 아게일라'를 향해 진격하여 치열한 전투 없이 '엘 아게일라'를 점령한다. '엘 아게일라' 점령을 시작으로 4월 1일, 롬멜은 상부의 명령과 이탈리아 지휘관들의 명령을 어기고 키레나이카로 진격하여 대대적인 공세를 시작한다. 롬멜은 군 지휘부와 달리 '히틀러가 자신의 진격을 옹호하리라.' 예상했고, 그 예상은 들어맞았다. 당시 북아프리카의 영국군은 많은 수가 그리스로 이동한 탓에 취약한 상태였고, 북아프리카에 있는 영국군은 공격할 의도가 없었고 그저 전선 유지하여 재정비를 갖추는 것뿐이었던 상태였다.
롬멜은 영국군에 비해 숫적으로 열세하다는 것을 알고 있었는데, 이를 극복하기 위해 꾀를 내어 '위장 전차'로 전차수를 증강, 자신이 이끄는 아프리카 군단의 대대적인 기습 공격과 공세는 영국군을 혼란케 만들어 전세를 뒤집는데 충분했다. 예를 들어, 롬멜은 80대의 전차로 적군 영국군의 전차 300대에 맞서 대승을 거두는데, 롬멜은 적군에 비해 열세인 상황속에서 자동차에 널판지를 붙여서 전차로 보이게 하는 이른바 '위장 전차'를 만들어 병력 증강하는듯이 꾀를 내는 기만술을 썼으며, 기존의 인습적인 전술에서 벗어나 미리 88mm포를 고정 설치하고 경전차로 이용하여 적 전차를 유인, 고정된 88mm포로 무찌르는 이른바 '유인전술'방식으로 무찔러갔다. 사막전의 전문가인 영국군 지휘관 리처드 오코너 육군 소장은 독일 아프리카 군단의 공격 1주일만에 포로로 잡히고, 아프리카 군단은 솔룸까지 2주 만에 진격하며 영국군을 초토화시키는등 전과를 올렸다.
독일 아프리카 군단은 후퇴하는 영국군을 계속 추격하여 1941년 6월에 토브룩 요새까지 도달했다. 후퇴를 거듭하는 영국군은 나일강까지 후퇴를 고려했었으나, 영국의 수상 윈스턴 처칠의 엄명에 의해 영국군은 토브룩 요새를 지키기로 결정했다. 독일 아프리카 군단과 이탈리아 군대의 추축군은 토부룩 요새를 수차례 공격하였으나, 공격에서는 큰 피해를 입고 성공하지 못했으며, 물자 보급에서 큰 곤란을 겪기 시작했다. 당시, 히틀러는 '더 많은 전차와 무기, 보급품을 보내달라.'는 롬멜의 요구를 무시하면서, 히틀러는 '롬멜이 지금까지처럼 최소한의 병력과 장비로 계속 잘해낼 수 있으리라.' 믿었다. 전진하도록 밀어붙이면서도 충분한 장비를 갖춰주지 않는 히틀러 밑에서 롬멜의 뛰어난 전략과 전술만으로는 밀고 나가는데는 한계가 있었다. 독일 기갑 군단 병력을 거의 소모하고, 단 70대의 전차만으로 아프리카 군단의 병력을 증강할 지원군도 기대할 수 없는 상황이었다.
반면, 추축군에 의해 토브룩 요새에서 포위당한 채로 있는 영국군과 호주, 뉴질랜드 연합군은 끊임없이 끈질긴 저항으로 '토부룩의 들쥐'라는 별명을 얻었다. 이들 영국, 호주, 뉴질랜드군 연합군은 11월까지 계속된 독일군의 포위 공격을 버텨낸다. 한편, 영국군은 포로로 잡힌 리처드 오코너를 대신하여 클로드 오친레크 육군 대장이 중동 파견군 사령관으로 임명되어 지휘를 하여 11월 18일, 영국군은 대대적인 공세를 시작하였고, 롬멜의 아프리카 군단은 12월 7일 퇴각할 수밖에 없었다. 아프리카 군단은 '마르사 엘 브라가'까지 후퇴를 거듭하게 된다. 그러나, 오친레크의 공세는 다음해 1942년 1월 21일에 막을 내리게 된다. 롬멜의 아프리카 군단은 후퇴한 뒤에 재정비를 갖추고 역습하여 영국군의 공세를 막아내어 영국군을 다시 토브룩까지 밀어내었다.

#### 1942년

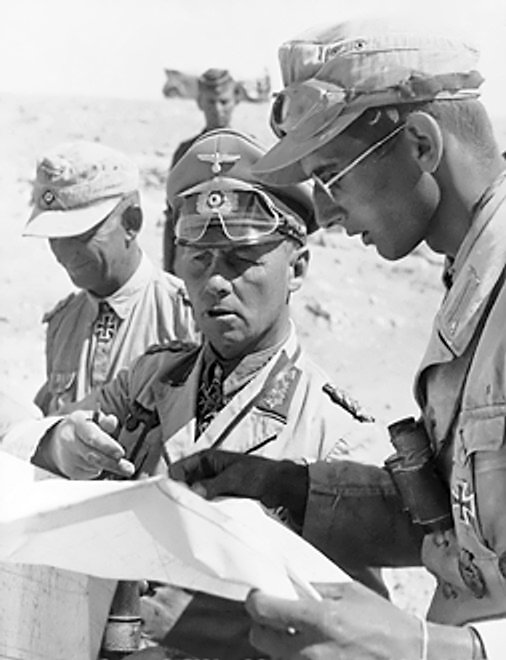
부관과 지도를 보며 뭔가 얘기하고 있는 롬멜 장군. 북아프리카 전선에서 찍은 사진

1941년 11월부터 시작된 영국군 사령관 클로드 오친레크의 공세로 인해 물자보급에 시달리는 독일 아프리카 군단과 이탈리아 추축군은 12월 7일에 퇴각할 수 밖에 없었다. 추축군은 '마르사 엘 브라가' 지역까지 퇴각하게 된다. 1942년 초, 독일 아프리카 군단은 '엘 아게일라'요새의 서쪽 '마르사 엘 브레가' 요새에서 54대의 전차와 보급물자를 본국으로부터 받았지만, 숫적으로 열세인 추축군은 영국군의 공격을 막아낼 만한 전력에는 못 미쳤다. 그러나 롬멜은 이러한 상태에 과감한 어쩌면 무모한 선제공격을 감행했다. 이렇게 하여 재정비를 갖춘 아프리카 군단은 역공을 하여 다음해 1942년 1월 21일, 영국군의 공세를 막아내고, '키레나이카'로 진격하여 영국군을 다시 토브룩 요새까지 밀어붙였다. 그는 북아프리카 전선에서의 공로를 본국으로부터 인정받아 1월 24일 중장에서 대장으로 진급하였다. 이무렵, 독일과 적국인 영국에서 영국 수상 윈스턴 처칠은 1942년 1월 27일 의회 의원들 앞에서 연설을 하면서 적장인 롬멜에게 존경심을 표했다.
| “ | 나는 이자리에서 현재 키레나이카의 서부전선이 어떤 상황인지 말씀드릴 수는 없습니다. 우리의 상대에게는 무척이나 용감하고, 유능한 장군이 있기 때문입니다. 이 전쟁의 참상과 관계없이 개인적인 평가를 해도 된다면 나는 그를 위대한 장군이라고 부르고 싶습니다. | ” |

'키레나이카'지역으로 진격한뒤에 이어서 1942년 5월 26일, 롬멜은 2차 공세를 개시를 하였고, 6월 중순까지 파죽지세로 몰아붙여 가잘라 요새와 '비르 하차임' 지역 등 영국군의 제8 군단을 섬멸하는 등 혁혁한 전공을 세웠다. 그리고 이어서 6월 20일, 토브룩 요새를 다시 재포위하여 아군의 격렬한 공중 지원 폭격을 받은 후, 아프리카 군단과 이탈리아 추축군은 토브룩 요새를 향해 돌진했고, 그 다음날 토브룩 요새는 함락되어 추축군이 점령을 하게 된다. 토부룩 전투에서의 승리는 롬멜에게 있어서 큰의미를 두었으나 적과 아군 모두 양측에 많은 피해를 입었다. 1942년 6월 22일에는 롬멜은 토브룩 전투승리에 대한 공로로 대장에서 원수 계급으로 승진하게 된다.

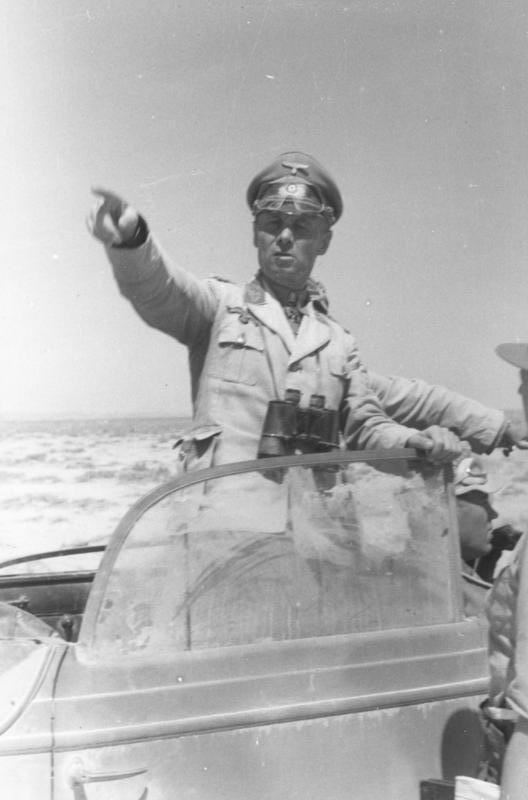
1942년, 토브룩에서.

이탈리아 식민지령 리비아 지역을 거의 점령한 롬멜의 독일 아프리카 군단과 이탈리아 추축군은 여기서 전진을 중지하거나 퇴각하는 영국군 제8군단을 쫓아 영국 식민지령인 이집트 국경을 넘느냐 기로에 서있게 되는데, 롬멜은 영국령 이집트 국경을 넘어 '엘 알라마인'지역까지 진격하여 도달하게 된다. 그러나, 7월 1일부터 엘 알라메인 전선에서 영국 폭격기의 공습 속에 아프리카 군단은 더 이상 전진할 수 없게 된다.
이렇게 되어 엘 알라마인지구에서 영국군과 제1차 전투를 벌이게 되는데, 엘 알라마인에서의 아프리카 군단과 추축군은 상황이 날로 갈수록 악화되어 가고 있었다. 뿐만 아니라, 물자 보급마저 끊기면서 더욱 악화만 되어가면서 제1차 전투에서 패전하여 엘 알라마인을 점령하지 못한 채 많은 병력만 손실되었다. 반면에 영국군은 보급소에서 불과 몇 시간밖에 떨어지지 않았기 때문에 엘 알라마인 지구 전투에서는 영국군이 압도하기 사작하였다. 또한, 영국군에서는 지휘관 클로드 오친레크 대장을 해임시키고, 총사령관은 해롤드 알렉산더를 임명시키고, 제8군 사령관은 버나드 몽고메리 육군 중장을 임명하게 된다.
몽고메리는 1942년 10월 23일 역으로 독일군을 공격하기에 나섰고, 전쟁의 양상은 방어전에서 공격전 형태로 뒤바뀐다. 10월 23일부터 시작된 제2차 엘 알라마인 전투에서 몽고메리가 지휘하는 영국군 제8군은 독일 아프리카군단을 크게 격파하게 된다. 이로써 독일-이탈리아 추축군은 북아프리카에서의 우세를 상실하게 되었고, 상황이 악화되어만 갔던 상황에 롬멜은 독일 본국으로부터 '물자와 보급 지원을 요청.'하였지만, 본국에서는 '무조건 결사항전하라.'는 답변만 받은채 롬멜은 고심끝에 병사들의 희생을 막고자 본국으로부터의 명령을 무시하고 '퇴각'을 결정. 이후 튀니지 전선까지 퇴각을 하게 되었다.
한편, 1942년 11월에 알제리 지역에서 미-영 연합군이 대대적인 상륙작전을 개시, 이른바 '횃불 작전'이 성공하여 북아프리카의 전선의 양상은 연합군이 압도적으로 우세해져가게 된다.

#### 1943년

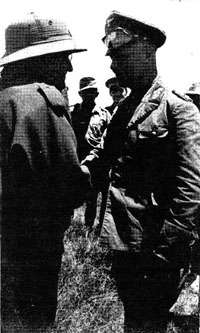
우고 카발레로 이탈리아 원수와 롬멜. 이둘은 서로 대립하였다.

1942년 10월 23일부터 시작된 제2차 엘 알라마인 전투에서 보급품과 물자부족난에 시달리며 병사들이 죽어가는 상황이 된다. 롬멜은 병사들의 희생을 막기 위해 퇴각을 할 수밖에 없던 상황이었지만, 본국에서는 아무런 지원도없이 '현 위치를 무조건 사수하라.'는 명령을 받게 되면서 롬멜은 깊은 고민에 빠지게 된다. 그는 병사들에 대해 어느 지휘관들보다도 각별히 다루었기 때문에 고심끝에 그는 '총통의 명령보다 병사들의 목숨이 더 중요하다.'고 결정을 내려 1942년 11월에 무조건적인 퇴각을 내린다. 그는 이때부터 히틀러의 정책에 대해 동조하지 않게 되었다.
1942년 11월부터 퇴각을 시작하여 다음해 1943년 2월까지 독일 아프리카 군단과 이탈리아 추축군은 엘 알라마인에서 튀니지까지 퇴각을 하게 된다.
1943년, 퇴각과정에서 그는 독일 공군 원수 알베르트 케셀링과 이탈리아군의 우고 카발레로 육군 원수와 대립, 갈등을 하였다. 케셀링과 카발레로는 롬멜의 무모한 전략에 대하여 반대하며 롬멜의 아프리카군단 지휘 퇴진요구를 하지만, 무솔리니와 히틀러는 그들의 의견을 무시한다.
튀니지로의 퇴각까지 계속되는 동안, 동쪽에는 영국군의 반격 공세, 서쪽에는 1942년 11월에 횃불 작전으로 알제리 카사블랑카지역에 상륙하여 진격해오는 미국-영국 연합군의 진격등 좁혀들어오면서 북아프리카 전선에서의 '롬멜 신화'는 막을 내리게 된다.

### 1943년 독일로 귀환
1943년 튀니지 전선으로의 퇴각과 동시에 궁지에 몰리면서 아프리카 군단은 사실상 끝이 나게 되었다. 롬멜은 튀니지 전투에서 마지막 전투인 카세린 협곡 전투와 메드닌 전투에 참전 했고 결국 1943년 3월 9일, 독일 본국으로 소환되었다. 그가 지휘했던 아프리카 군단은 한스위르겐 폰 아르님 상급대장의 증원군과 합류해 아르님이 아프리카 군단을 지휘하여 튀니지에서 다시금 미군과 영국군을 맞아 격전을 벌였지만, 전력의 한계는 너무나도 명확하게 갈렸다. 결국 1943년 5월, 한스위르겐 폰 아르님 상급대장의 아프리카 군단 잔존 병력은 연합군에 항복함으로써 북아프리카 전선은 연합군의 승리로 종식되었다.

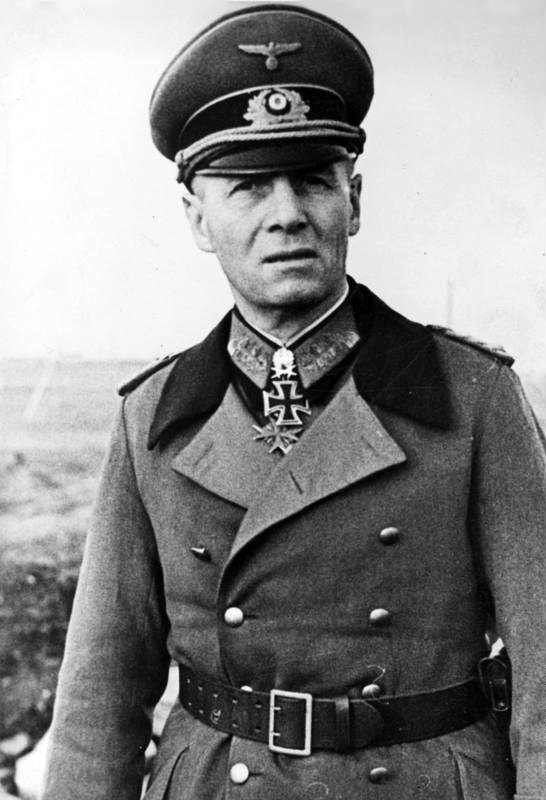
1943년때 롬멜.

한편, 독일로 귀환한 롬멜은 이때부터 총통 히틀러로부터의 총애를 잃게 되었다. 롬멜 자신도 역시 히틀러의 이러한 태도에 대해 환상을 품지 않게 되었다. 히틀러는 롬멜에게 1943년 북아프리카 전선 패배의 책임을 물고 해임시킨다. 이무렵 롬멜은 총통 본영간의 접촉은 사실상 단절된 상태로 지내었는데, 북아프리카 전선에서 앓고있던 신경통과 위장병등 병세가 악화되자 병원 당국이 제공한 2층 서재에서 요양하면서 하루하루를 보내었다. 그러나, 이내 곧 미국, 영국 연합군이 이탈리아 시칠리아섬 상륙작전 성공으로 이탈리아 본토로 진격해 들어오자, 히틀러는 롬멜을 복직시키고 이탈리아 전선으로 보낸다.
1943년 9월 23일, 롬멜은 건강이 회복될 무렵에 나치의 집단 수용소와 유대인 학살 행위에 관해 접하게 되고 알게 되면서 히틀러의 유대인 학살을 가리켜 '국가의 기본 토대는 정의이며, 학살행위는 크나큰 범죄행위'라고 비난하는등 주장을 하였고, 이는 히틀러의 미움을 사게 되었다.

### 1943년 이탈리아 전선
1943년 7월, 연합군이 이탈리아 본토 상륙을 하여 진격을 하게 되면서 이탈리아 본토에서는 무솔리니 퇴진요구 목소리가 높아져갔다. 한편, 그 무렵에 히틀러의 명령으로 해임상태에서 복직한 롬멜은 7월 23일, 그리스 집단군의 총사령관으로 살로니키로 출발했다.
이무렵, 7월 25일 이탈리아에서 무솔리니가 실각되면서 바돌리오 내각이 수립되고 이탈리아가 연합군의 편으로 돌아설 무렵에 이내 곧 롬멜은 독일 사령부의 명령으로 이탈리아 전선으로 그리스 살로니키에서 이탈리아로 이동하게 된다. 7월 29일에는 독일 사령부에서 계획한 '알라릭 작전'개시로 이탈리아 중북부지역을 단숨에 접수하게 된다. 1943년 8월 17일, 롬멜은 이탈리아 북부지역 사령관으로서 이탈리아 북부지역 방어선을 구축하는데 힘썼다.
그러던중 1943년 11월 5일에 독일 사령부로부터 새로운 임무를 받아, 11월 21일에 프랑스로 이동, 거기서 대서양 방벽에 방위를 맡는 명령을 받아 이탈리아 전선에서 떠나게 된다.

### 1943~1944년 프랑스 전선

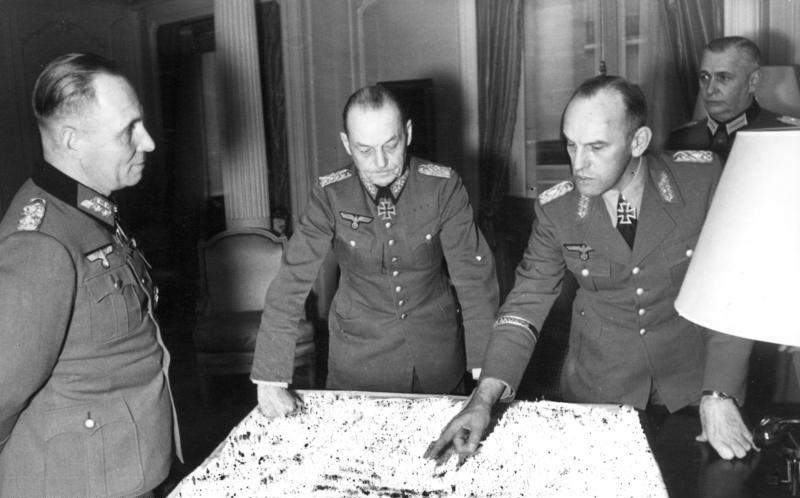
1943년 프랑스 파리시에서 작전지도를 보고 있는 롬멜과 룬트슈테트.

일찍이 1941년 12월부터 히틀러의 명령으로 프랑스 해안에 연합군침공에 대비하여 '대서양 방벽' 건설이 시작되었다. 롬멜은 1943년 11월, 프랑스로 이동하여 연합군의 침공 가능성에 대비하여 프랑스 해협의 해안방위 책임을 맡았다. 롬멜은 서부전선 사령관 룬트슈테트 원수와 함께 서부전선에서 근무하게 된다.
이때 과거 1940년 서부전선과 1941년~1943년사이 북아프리카 전선에서 수많은 기동전 및 전격전 등 지휘를 이끌어 승리를 얻었던 롬멜은 해안 방어시설들을 건설하는 데 비상한 창의력을 발휘했다. 롬멜은 '연합군이 대규모의 교두보를 설치하는 것을 가능한 모든 수단을 동원해서 저지해야 하고, 연합군의 반격에 대비하여 해안의 방어선 뒤에 강력한 예비대를 배치해 두어야 하며 적군을 바다로 퇴각시키는 데 성공하면 연합군 침공의 운명은 첫날에 결정될 것이다.'라고 주장했다. 그러나 독일 국방군최고 사령부(OKW)와 서부 전구 총사령부(OB.WEST)의 룬트슈테트 및 서부 기갑집단(Panzergruppe West) 사령관 가이어 폰 슈베펜부르크(Geyr von Schweppenburg)등 독일 사령부는 그의 주장을 받아들이지 않았다. 그 이유는 먼저 아무리 해안 방어가 튼튼하다고 한들 후방에 투입될 연합군 공수부대를 기갑사단을 통해 제거하지 않으면 실질적 해안방어는 사실상 불가능하며 1943년 이탈리아 전선의 살레르노 등지에서 연합군 해군의 함포사격에 반격을 가하던 기갑부대가 큰 피해를 당했다는 점이 그 근거였다.
서부전선 사령관 룬트슈테트는 해안지역 방어대신에 연합군을 내륙 깊이 유인하여, 기갑부대로 전멸시키는 계획을 거듭 주장했다. 그러나, 북아프리카전선에서의 연합군의 항공전을 미리 경험한 롬멜은 '제공권이 없는 아군의 현재 상태에서의 기갑부대 이동에 제한을 받을 것이 분명하기 때문에 반드시 적이 교두보를 구축하기 전에 해안에서 적군을 격파해야 한다.'고 주장하였다.
일부 저서 등에서 롬멜이 노르망디에 연합군이 상륙 할 것을 예상하였다는 주장이 있으나 그가 주장한 주요 기갑부대의 이동 위치등을 볼때 그 역시 주요 독일군 수뇌부의 생각대로 됭케르크에서 디에프, 특히 솜강 하구에서 디에프에 이르는 지역에 연합군이 상륙할 것이라고 파악하고 있었다.
롬멜은 강력한 해안방위를 주창하던 자신의 생각이 제대로 반영되지 않고 있던 과정에서 히틀러가 연합군의 기만전술 포티튜트 작전(Operation Fortitude)을 간파하고 노르망디 해안 방어에 관심을 보이자 이를 자신의 전략에 이용하기 위해 노력했고 그 과정에서 롬멜이 노르망디 상륙을 예상했다는 신화가 발생했다.
연합군의 노르망디 상륙작전이 개시되면서 결국 롬멜의 주장이 일부 옳았다는 것이 밝혀졌지만, 독일군은 이미 제공권 및 연료와 탄약 등이 부족한 상태였기 때문에 독일군은 연합군의 막대한 물자공세등에 버티지 못하고 후퇴를 거듭하면서 전멸당하는 것뿐이었다. 연합군이 노르망디 상륙작전을 전개했을동안 롬멜은 상륙당일 전날, 아내 루시에의 생일로 베를린에 있었다. 상륙작전 당일날에 전선에 복귀했지만, 이미 전선은 무너져 가고 있었다.
이 무렵에 롬멜은 '이 전쟁은 더 이상 돌이킬 수 없는 도저히 승리로 이끌 수 없다.'는 것을 확신했다. 또한 히틀러가 현재 전쟁의 상황을 직시할 자세도, 연합군과 강화를 맺어야 한다는 불가피한 결론을 내릴 준비도 갖추고 있지 않다는 것을 분명히 느끼고 있었다. 그러면서 그는 '총통에 대한 군인으로서의 충성과 맹세냐','조국에 대한 애국심이냐'를 놓고 기로에 서게 된다.
1944년 7월 17일, 연합군의 상륙작전으로 전투가 한참 치열할 때, 롬멜의 전용차가 영국군 전투기의 저공비행 습격을 받아 길에서 탈선했다. 그의 전용차는 공중으로 튀어올라 길에서 탈선하면서 롬멜은 머리에 중상을 입어 이내 곧 병원으로 후송되었다. 그 후 8월에 병원에서 치료를 마치고 집(독일 울름)으로 돌아가 요양생활을 지내면서 차츰 회복되었다.

### 히틀러 암살미수 연루
1944년 봄, 전 육군 참모총장 루트비히 베크 육군 상급대장을 중심으로 비밀리에 결성된 히틀러 반대파에 가담한 롬멜의 친구 몇 명이 에르빈 롬멜에게 접근하여 '히틀러가 축출된 뒤에는 롬멜이 국가 원수직을 맡아야 한다.'고 제의했다. 롬멜은 그 제의를 거절하지 않았지만, 독일을 전쟁으로부터 구출하려는 공모자들은 히틀러 암살계획을 롬멜에게 알려주지 않았다. 그들은 '롬멜이 정치적인 목적의 살인을 옳게 생각하지 않는다.'는 것을 알고 있었기 때문이었다. 롬멜은 '히틀러가 내리는 일체의 처형명령'을 한결같이 무시했었다. 1944년 6월 6일에 연합군의 침공이 시작되었을때, 롬멜은 히틀러에게 '전쟁은 패했다.'는 것과 '연합국들과 강화를 맺어야한다.'는 것을 수차례 지적했었다. 히틀러는 이를 인정하지 않았고, 롬멜을 못마땅하게 여겼다.
1944년 7월 17일, 연합군의 저공비행 습격으로 중상을 입어 롬멜은 병원으로 입원하고 난 후 며칠 뒤, 그 사이에 7월 20일, 커다란 사건이 터지게 되었다. 그것은 바로 히틀러 암살미수 사건이었는데, 독일군 장교 클라우스 폰 슈타우펜베르크가 총통 히틀러 암살을 하기 위해 동프로이센 지역의 라슈텐부르크에 위치한 '볼프샨체'(총통지휘부)회의에 참석하여 회의실에 폭탄이든 가방을 놓고 히틀러를 폭살시키고, 나치스 주요인사들 체포하여 나치스 정부를 전복시키는 쿠테타를 계획했던 사건을 일으킨다. 그러나, 히틀러는 가벼운 경상만 입은 채로 살았고, 쿠테타를 일으켰던 장교들 및 주요 인사들을 체포하여 대규모 숙청을 한다. 결국 히틀러 암살미수 사건은 실패로 끝났으며, 재판과 조사과정에서 '롬멜이 히틀러 암살에 가담한 음모자'들과 접촉한 사실이 밝혀지면서 롬멜도 역시 '히틀러 암살미수 사건'에 연루된다.

## 죽음

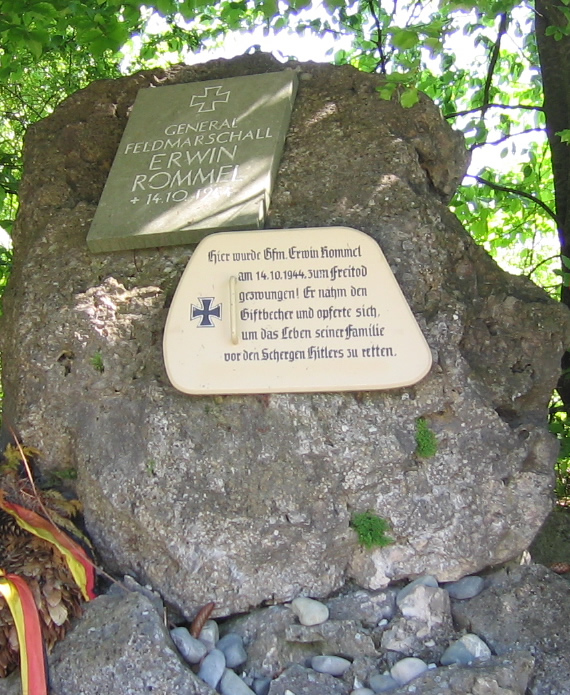
뷔템베르크주 울름에서 떨어진 '헤를링겐'이라는 마을에 있는 롬멜을 기념하는 비.

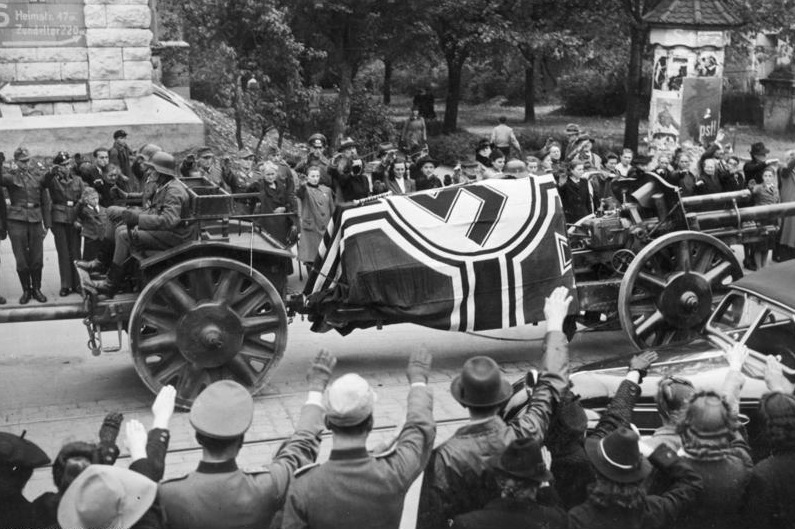
1944년 10월 18일,울름에서 추도식.

1944년 10월 14일 토요일 11시경, 사복을 입은 12명의 게슈타포 요원들과 히틀러의 명령을 받은 빌헬름 부르크도르프, 미하엘 비트만 두 명의 장군이 검은색 차량의 메르세데스를 타고 독일 울름에 위치한 롬멜의 집 주위를 둘러쌌다. 그리고 정각 12시,‘총통의 위임을 받아 7월 20일 암살 기도 계획에 공모한 죄’를 묻기 위해 그의 집으로 들어간다. 그러고는 롬멜에게 자살할 것을 권유하였다. 사건 연루의혹을 국민들에게 밝히지 않고, 조용히 죽는 대신, 가족의 안전을 보장하고 국장을 치러준다는 조건에서였다. 롬멜은 검은색 메르세데스를 타고 그들을 따라가 그의 집에서 약 500M가량 떨어진 작은 숲으로 간 뒤 차량 안에서 청산가리가 든 독배를 마셔 음독자살로 일생을 마치게 되었다.
히틀러는 '국민적 영웅'으로 존경받는 그가 암살미수 사건에 관련되어 처벌받는 것은 좋지 않다고 여겨, 가족의 안전을 보장하는 조건으로 그에게 자살을 권했다고 한다.

## 사후

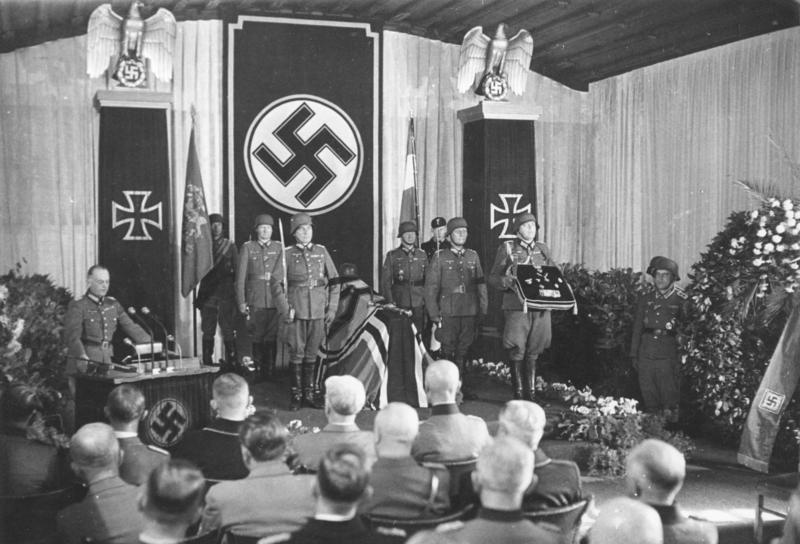
추도식

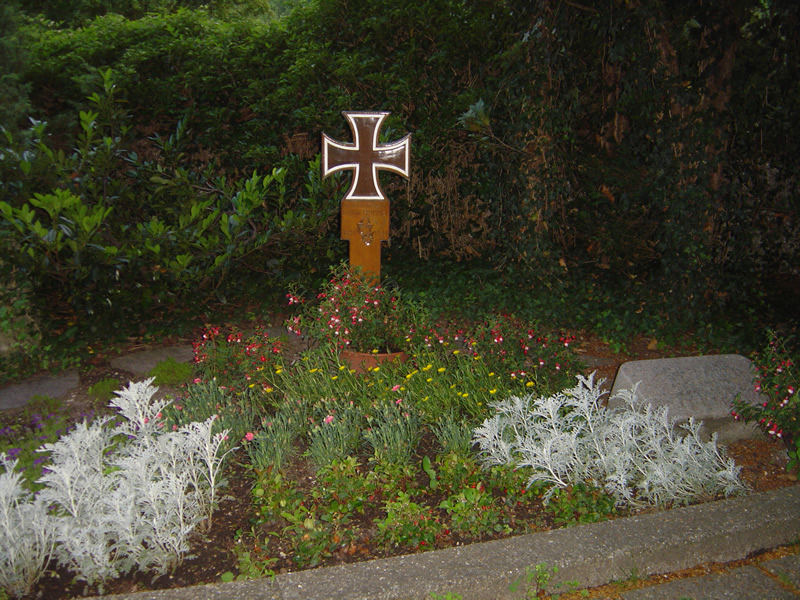
롬멜의 묘.

음독자살 직후 차는 곧바로 울름의 군 병원으로 향했다. 그가 사망했을 당시 병원에서 공식적으로 발표한 사인은 ‘서부 전선에서 근무 중 입은 부상 악화에 따른 심장마비’였다.
그의 사후 10월 18일 독일울름시청에서 공식 추도식을 치루었고, 추도식 사회는 룬트슈테트가 맡았다. 히틀러와 그의 일당들은 롬멜의 장례식에 참가하지 않았으나, 많은 독일 국민들은 그의 죽음에 애도를 표시하였다.
그의 묘는 오늘날 뷔템베르크주에 위치한 '헤를링엔'이라는 작은마을에 안치되었다.

## 평가와 비판
그는 제2차 세계대전 독일 장성들 가운데 파란만장한 경력을 자랑하며 매력적인 인물 중 한명으로 손꼽힌다.
한편으로는 그가 '나치스 추총자 였는가?'에 대한 의문이 끊이지 않고 있다. 그는 나치스와 무장 친위대에 대해 극히 싫어했으나, 아돌프 히틀러와는 친분이 있었다는 것이 논란의 근거다. 1934년 총통 경호실에서 근무하며 아돌프 히틀러와 상당히 친분을 쌓았고, 그 경력이 이후 그의 출세가도에 많은 도움이 되기도 했다. 그는 특별히 나치 신봉자는 아니었고 나치 당원도 아니었으나 히틀러를 매우 유능한 지도자로 생각했었다는점 등에 논란이 있다.
북아프리카 전선에서 세운 전공에도 많은 논란이 있다. 애초에 사령부가 주문했던 리비아 국경선 유지를 무시하고 무리한 진격을 거듭하여 최대의 약점이었던 보급선 연장을 오히려 부추겨 종국에는 아프리카 전선을 붕괴시키는데 일조했으며, 우고 카발레로나 바스티코등 이탈리아 장성들과 이탈리아 사령부와의 노골적인 반목으로 전선 전체를 혼란시켰다는 비판적인 평가 역시 적지 않다. 또한, 전술면에서 보급 운용방식에 대한 비판지적도 존재한다. 실제 북아프리카군단은 항상 보급품의 곤란에 시달리기는 했지만, 아프리카 군단이 전투에 집중할 수 있었던 건 거의 이탈리아 군대 덕분이었다. 보급이나 진지 공사 같은 궂은 일은 병력이 많은 이탈리아군이 도맡다시피 했고, 비록 취약한 보병사단이 대부분이긴 했지만 독일군이 공세에 나설 때 그 측면을 엄호하는 역할 역시 수적 주력인 이탈리아군이 맡아 왔다.
일각에서는 그의 전공은 제한적일 수 밖에 없는데, 그의 상대인 서방 국가들의 연합군이 붉은 군대보다 질적으로 높다고 가정하더라도 북아프리카 전선에선 한번 전투로 수십만 사상자가 발생하는 일은 극히 드문 반면, 동부전선에선 수십만 수백만의 전투 손실이 자주 발생하는 일인 관계로 그의 전공은 만슈타인이나 구데리안, 그 외 동부전선 장군들보다 높을 수가 없다는 평가도 있다.

## 연보
- 1891년 11월 15일 - 독일 뷔르템베르크 주 울름 북쪽 35 km 떨어진 하이덴하임안데어브렌츠에서 3남 1녀 중 차남으로 출생
- 1910년 7월 19일 - 뷔르템베르크 제124 보병연대에 사관후보생으로 입대
- 1911년 3월 - 단치히에 있는 육군사관학교 입교
- 1911년 11월 - 사관학교 졸업
- 1912년 1월 - 소위 임관
- 1912년 2월 - 뷔르템베르크 제124보병연대 소대장(초년병 교육담당)
- 1914년 3월 - 울름 제49 야전포병연대 파견근무
- 1914년 8월 22일 - '블레 전투' 참전 (제1차세계대전 처음으로 겪은 전투)
- 1915년 9월 20일 - 중위 진급
- 1916년 10월 - 산악대대로 파견되어 프랑스전선에서 루마니아 전선으로 이동
- 1917년 10월 초 - 원대 복귀, 이탈리아 전선으로 파견
- 1917년 10월 26일 - 마타주르 전투 참전
- 1917년 12월 18일 - 우편으로 통해 푸어 르 메리테 훈장 수령받음
- 1918년 1월 - 제64 군단 사령부 전속 부관, 대위 진급
- 1918년 11월 11일 - 제1차 세계대전 종전 맞음
- 1918년 12월 - 종전 후 제124보병연대 복귀, 중대장
- 1921년 1월 - 슈투트가르텐 제 13보병연대 중대장 (9년간 복무)
- 1928년 - 장남 만프레트 롬멜 출생
- 1929년 10월 - 소령 진급, 드레스덴 보병학교 전술학 교관(4년 근무)
- 1933년 10월 - 제17연대 3대대장(2년 복무)
- 1935년 - 중령 진급
- 1935년 10월 15일 - 포츠담에 있는 사관학교 교관 근무
- 1937년 - 대령 진급, 동시에 '보병전술록' 저술
- 1938년 - 오스트리아 빈 근처 노이슈타트 사관학교 교장 근무[36]
- 1939년 6월 1일 - 육군 소장으로 진급
- 1939년 8월 23일~1940년 2월 14일 - 히틀러 총통 본영 경호 대대장 근무
- 1940년 2월 15일~1941년 2월 14일 - 제7기갑사단장
- 1941년 2월 15일~1941년 8월 14일 - 아프리카 군단장, 동시에 중장으로 진급
- 1941년 8월 15일~1942년 1월 21일 - 아프리카 기갑집단 사령관, 동시에 대장으로 진급
- 1942년 1월 22일~1942년 10월 24일 - 아프리카 기갑군 사령관, 상급대장으로 진급
- 1942년 5월 22일 - 토부룩 전투에서 승리한 공로를 인정받아 육군 원수로 진급
- 1942년 10월 25일~1943년 2월 22일 - 독일,이탈리아 기갑군 사령관
- 1943년 2월 23일~1943년 5월 13일 - 아프리카 집단군 사령관 (1943년 3월 9일에 독일 본국으로 송환)
- 1943년 5월 13일 - 독일 아프리카군단 항복 (사령관 대리 아르님 대장 조인)
- 1943년 5월 14일~1943년 7월 14일 - 롬멜 임시사령부 (뮌헨소재)
- 1943년 7월 15일~1944년 9월 3일 - 프랑스 주둔B집단군 사령관
- 1944년 7월 17일 - 영국군 전투기 저공비행 습격당해 중상입음
- 1944년 9월 4일~1944년 10월 14일 - 육군최고사령부 대기
- 1944년 10월 15일 - 음독자살[37]
- 1944년 10월 18일 - 독일 울름 시청에서 국장 장례식 치룸.

## 같이 보기
- 제1차 세계대전
- 제2차 세계대전
- 우리의 롬멜 (독일 군가)
- 나치
- 나치 독일
- 아돌프 히틀러
- 하인리히 히믈러
- 게르트 폰 룬트슈테트
- 한스 귄터 폰 클루게
- 히틀러 암살미수 사건
- 북아프리카 전역
- 홀로코스트
- 뉘른베르크 전범 재판
- 버나드 로 몽고메리

## 참고자료 및 관련서적
- 《나는 탁상위의 전략은 믿지 않는다》- 크리스터 요르젠센 지음, 오태경 옮김.
- 《MYTHOS ROMMEL》- 한스 마우리체 필립 지음, 박원영 옮김.
- 《세계전쟁사》- 육군사관학교 전사학과 교재.
- 《롬멜전사록》- 리델하트 지음. 황규만 옮김.
- 《롬멜보병전술록》- 에르빈 롬멜 지음. 황규만 옮김.
- 《2차 세계대전사》 - 존키건 지음.
- 《제2차 세계대전사》 - 이대영 지음.